# Alfabeto zaghawa

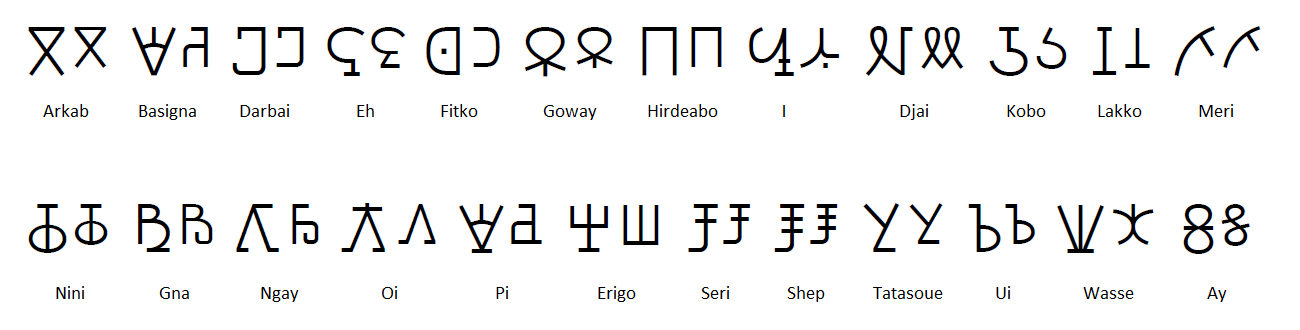
Alfabeto Zaghawa. Maiuscolo a sinistra e minuscolo a destra. L'ordine alfabetico, segue quello Latino: /a b d ɛ f ɡ h~ħ ɪ ʒ k l m n ɲ ŋ ɔ p ɾ~r s ʃ t ʊ w j/.

L'alfabeto zaghawa, denominato Beria Giray Erfe, è un alfabeto proposto per la lingua zaghawa, del Darfur e del Ciad.
Negli anni '50 del XX° secolo, un insegnante zaghawa di nome Adam Tajir creò un alfabeto per la lingua zaghawa che si basava sui marchi che venivano impressi a fuoco sui dromedari per attribuirne la proprietà ai vari clan.  È chiamato perciò spesso, «alfabeto dei cammelli». In realtà adottava i fonemi dell'arabo piuttosto che quelli propri dello zaghawa.
Nel 2000, Siddick Adam Issa, un veterinario zaghawa, modificò il progetto di Adam Tajir. La tipografia era inusuale in quanto le maiuscole hanno dei tratti discendenti che scendono più in basso delle minuscole e della punteggiatura, a differenza dell'Alfabeto latino. Il Beria Giray Erfe comprende lettere indipendenti per le vocali e dei segni diacritici (accento grave ed accento acuto per l'altezza del suono) e per marcare le vocali Avanzamento o retrazione della radice della lingua (un macron distingue le lettere /i e ə o u/ dalle lettere che indicano il suono /ɪ ɛ a ɔ ʊ/).
La lettera per il suono /ʃ/ è derivata dalla lettera che indica il suono /s/. Non c'è lettera per /ħ/, ne distinzione tra /ɾ/ e /r/, che pure è presente in zaghawa. 
Vengono utilizzate sia la punteggiatura europea che i numeri arabi.